# Squadra Unificata Tedesca ai Giochi olimpici
La Squadra Unificata Tedesca (in tedesco Gesamtdeutsche Mannschaft) è stata la rappresentativa tedesca per tre edizioni dei Giochi olimpici, da Melbourne 1956 a Tokyo 1964, composta da atleti della Germania Ovest, della Germania Est e - limitatamente all'edizione del 1956 - della Saarland, che nel 1957 sarà riunificato con la Germania Ovest.

## Storia
Nel 1948 alla Germania non era stato consentito di partecipare ai Giochi olimpici. Nel 1952, invece, parteciparono separatamente la Repubblica Federale Tedesca e la Saarland (che non vinse medaglie), mentre la Repubblica Democratica Tedesca non fu presente.
Nel 1956 fu decisa la partecipazione congiunta dei tre Stati. Poiché la Germania Est aveva cambiato il proprio inno nazionale, come inno fu usato l'Inno alla gioia di Beethoven. La bandiera fu quella tedesca con le tre bande orizzontali a cui furono sovrapposti i cinque cerchi olimpici. Bandiera ed inno furono usati anche nelle due edizioni successive (in cui però la Saarland non esisteva più).
Tale squadra unificata partecipò anche alle edizioni del 1956, 1960 e 1964 dei Giochi olimpici invernali.
Nel 1968 i due Stati tedeschi parteciparono con due rappresentative diverse, quella della Repubblica Federale Tedesca e quella della Repubblica Democratica Tedesca. Tuttavia, solo per questa edizione, mantennero l'inno e la bandiera comune.
Nel 1972, proprio nell'anno dei Giochi olimpici di Monaco, fu completata la separazione, ed ognuno usò la propria bandiera ed il proprio inno. Per via dei boicottaggi dei Giochi estivi del 1980 e del 1984, le uniche occasioni in cui le rappresentative olimpiche di Germania Est e Germania Ovest si trovarono a competere l'una contro l'altra con bandiere ed inni diversi furono quelle del 1972, 1976 e 1988. Inoltre, nel 1952 la squadra olimpica della Saarland fu in competizione con quella della Germania Ovest.
Dall'edizione del 1992 in poi, con la riunificazione tedesca, anche la squadra fu nuovamente unica.
Un'esperienza per certi versi simile fu quella della Squadra Unificata ai Giochi olimpici di Barcellona 1992, composta dai paesi dell'ex Unione Sovietica (escluse le tre repubbliche baltiche).

## Medaglieri delle singole edizioni

### Medaglie ai Giochi estivi
| Giochi         | Oro | Argento | Bronzo | Totale | Posizione |
| -------------- | --- | ------- | ------ | ------ | --------- |
| Melbourne 1956 | 6   | 13      | 7      | 26     | 7º        |
| Roma 1960      | 12  | 19      | 11     | 42     | 4º        |
| Tokyo 1964     | 10  | 22      | 18     | 50     | 4º        |
| Totale         | 28  | 54      | 36     | 118    |           |

### Medaglie ai Giochi invernali
| Giochi                 | Oro | Argento | Bronzo | Totale | Posizione |
| ---------------------- | --- | ------- | ------ | ------ | --------- |
| Cortina d'Ampezzo 1956 | 1   | 0       | 1      | 2      | 9º        |
| Squaw Valley 1960      | 4   | 3       | 1      | 8      | 2º        |
| Innsbruck 1964         | 3   | 3       | 3      | 9      | 6º        |
| Totale                 | 8   | 6       | 5      | 19     |           |

## Formazioni della Squadra Unificata Tedesca di pallanuoto maschile
Squadra Unificata Tedesca - Giochi olimpici - Melbourne 1956Neuse • Obschernikat • Bode • Schneider • Sturm • Hilker • Osselmann • Bildstein • Pennekamp • Seher, CT: -
 Squadra Unificata Tedesca - Giochi olimpici - Roma 1960Hoffmeister · Schneider · Schepers · Strasser · Nagy · Osselmann · Seiz · Bildstein · Honig · Fuchs · Ott, CT: -
 Squadra Unificata Tedesca - Giochi olimpici - Tokyo 1964Schmidt • Höhne • Ballerstedt • Thiele • Schulze • Thiel • Schlenkrich • Mäder • Vohs • Kluge • Wittig, CT: Rolf Bastel